# 西迦太基 (紐約州)
西迦太基（英語：West Carthage）是位於美國紐約州傑佛遜縣的村。

## 人口
根據2020年美國人口普查的數據，西迦太基的面積為3.64平方千米，當中陸地面積為3.39平方千米，而水域面積為0.25平方千米。當地共有人口1780人，而人口密度為每平方千米489人。